# Гастролит
Гастролит је камен који се још назива и желудачни камен(чић), а који су гутали диносауруси, као и птице и друге животиње како би се прогутана храна самлела у желуцу. Гастролити диносауруса и других изумрлих животиња се сматрају фосилима, јер упућују на начин живота, односно исхране диносауруса. Наиме, ово камење је била значајна помоћ приликом варења, посебно код биљоједних врста које често нису имале зубе. Амаргасаурус, сеизмосаурус и други сауроподи су највероватније гутали камење. Морски гмизавац елазмосаурус је такође гутао гастролите, који су му служили и као утег (ленгер). Гастролити се везују и за изумрле птице, попут слоновске птице са Мадагаскара, чија се исхрана састојала од бобица, семена и изданака. Данас гастролите гутају крокодили, нојеви и кокошке.